# Mach-Zehnder-interferometer

Principe van de Mach-Zehnder-interferometer

De Mach-Zehnder-interferometer is een verdere ontwikkeling van de Jamininterferometer. Hij werd in 1891/1892 onafhankelijk van elkaar door de Oostenrijker Ludwig Mach (zoon van Ernst Mach) en zijn Zwitserse collega Ludwig Zehnder ontwikkeld.

## Werking
In plaats van de spiegels van dik glas bij de Jamininterferometer, heeft de Mach-Zehnder-interferometer een stralingsdeler om invallend licht in twee bundels op te splitsen. Na het doorlopen van beide trajecten, waarvan de optische weglengtes kunnen verschillen, worden de beide bundels met een tweede stralingsdeler weer bij elkaar gebracht en gesuperponeerd.
Een Mach-Zehnder-interferometer kan worden gebruikt zowel om faseverschuivingen te meten als voor het moduleren van licht in een van de interferometerbundels.